# Chrysobothris piuta
Chrysobothris piuta är en skalbaggsart som beskrevs av Henry Frederick Wickham 1903. Chrysobothris piuta ingår i släktet Chrysobothris och familjen praktbaggar. Inga underarter finns listade i Catalogue of Life.